# Ledberget
Ledberget är en ö i Finland. Den ligger i Bottenhavet och i kommunen Närpes i den ekonomiska regionen  Sydösterbotten i landskapet Österbotten, i den västra delen av landet. Ön ligger omkring 74 kilometer söder om Vasa och omkring 330 kilometer nordväst om Helsingfors.
Öns area är 3,7 hektar och dess största längd är 370 meter i nord-sydlig riktning. I omgivningarna runt Ledberget växer i huvudsak blandskog.